# Prvenstvo Avstralije 1910
Prvenstvo Avstralije 1910 v tenisu.

## Moški posamično
Rodney Heath :  Horace Rice, 6–4, 6–3, 6–2

## Moške dvojice
Ashley Campbell /  Horace Rice :  Rodney Heath /  James O'Day, 6–3, 6–3, 6–2